# 49 (číslo)
Čtyřicet devět je přirozené číslo. Následuje po číslu čtyřicet osm a předchází číslu padesát. Řadová číslovka je čtyřicátý devátý nebo devětačtyřicátý. Římskými číslicemi se zapisuje XLIX.

## Matematika
- je to druhá mocnina čísla 7
- součet číslic druhé mocniny čísla 49 (2401) je odmocnina čísla 49[1]
- je to první druhá mocnina, jejíž číslice jsou také druhé mocniny ({\displaystyle 2^{2}=4;3^{2}=9})
- je to součet tří druhých mocnin ({\displaystyle 49=2^{2}+3^{2}+6^{2}})

## Chemie
- 49 je atomové číslo india

## Ostatní
- počet dní počítání omeru
- Days of 49 je název písně Boba Dylana
- Dražba série č. 49 je název knihy Thomase Pynchona
- Okrsek 49 je název filmu z roku 2004
- +49 je mezinárodní telefonní předvolba Německa

## Roky
- 49
- 49 př. n. l.
- 1949